# Astrocaryum rodriguesii
Astrocaryum rodriguesii är en enhjärtbladig växtart som beskrevs av James William Helenus Trail. Astrocaryum rodriguesii ingår i släktet Astrocaryum och familjen Arecaceae. Inga underarter finns listade i Catalogue of Life.